# Kung Kodum (musikalbum)
Kung Kodum är det skånska reggaebandet Kung Kodums första skiva. Skivan släpptes 12 januari 2003 av skivbolaget I-Ration Records.

## Låtlista
1. "Stå upp" - 2:57
2. "Den Drivande" - 2:47
3. "Fotfolket" - 4:50
4. "Sensimillia" - 3:42
5. "11/9 -73" - 5:39